# Український голос (Вінніпег)

Заголовок вінніпезької газети «Український голос»

«Український голос» — просвітньо-економічна, політична і поступова газета-тижневик, виходить понині у Канаді з 1910 року у місті Вінніпег як періодичне видання Української видавничої спілки «Тризуб». З 1927 орган Союзу українців самостійників (СУС), до 1973 виходив з додатком «Література, Наука, Мистецтво» (179 чч.); до 1960 — із сторінкою Союзу Українок Канади.
Серед основоположників часопису був Тарас Ферлей — засновник, керівник і дописувач. Редакторами тижневика служили: о. В. Кудрик (до 1920), М. Стечишин (1921—1947) і К. Андрусишин (1941—4), І.  Сирник (1947—1974), Ю. Мулик-Луцик, М. Гикавий (1971—1972, 1975), М. Гринь (1988) та А. Курдидик (доривочно).
Тижневик спочатку був трибуною радикальної української інтелігенції, пропагував програму самостійності України, підтримував український православний рух у Канаді; згодом став неофіційним органом Української греко-православної церкви Канади.
У часи, коли слово «українець» чи «український» в Канаді можна було почути рідко, «Український голос» користувався паралельно синонімами «русин» і «українець», щоб дати читачам нагоду звикнути до того, що і «русин», і «українець» — тотожні поняття. Часопис з перших пір став інструментом перетворювання «австріяків», «рутенців», «галичан» і «буковинців» на «українців» та «україноканадців».
На сторінках газети друкувалися заклики до акцій протесту проти політики СРСР в Україні, наслідком якої стала «голодова катастрофа» (Голодомор-геноцид). Перші публікації з'явилися у лютому 1933 р., масового характеру набрали восени.

## Лінки
- Українська преса в Канаді [Архівовано 2 липня 2014 у Wayback Machine.].